# Xingtai
Xingtai en chino, 邢台; pinyin, Xíngtái (escuchar)ⓘ) es una ciudad-prefectura en el sur de la provincia de Hebei, República Popular de China. En 2004 tenía una población de 561.400 y una población total de 6,73 millones. Limita con Shijiazhuang y Hengshui en el norte, Handan en el sur, y las provincias de Shandong y Shanxi, en el este y oeste respectivamente.

## Administración
La ciudad-prefectura de Xingtai se divide en 18 localidades que se administran en 4 distritos urbanos, 2 ciudades suburbanas y 12 condados rurales.
- Distrito Xiangdu 襄都区
- Distrito Xindu  信都区
- Distrito Renze 任泽区
- Distrito Nanhe 南和区
- Ciudad Nangong 南宫市
- Ciudad Shahe 沙河市 Shāhé Shì
- Condado Lincheng 临城县
- Condado Neiqiu 内丘县 Nèiqiū Xiàn
- Condado Baixiang 柏乡县 Bǎixiāng Xiàn
- Condado Longyao 隆尧县
- Condado Ningjin 宁晋县 Níngjìn Xiàn
- Condado Julu 巨鹿县
- Condado Xinhe 新河县 Xīnhé Xiàn
- Condado Guangzong 广宗县 Guǎngzōng Xiàn
- Condado Pingxiang 平乡县 Píngxiāng Xiàn
- Condado Wei 威县 Wēi Xiàn
- Condado Qinghe 清河县 Qīnghé Xiàn
- Condado Linxi 临西县 Línxī Xiàn

## Historia
Xingtai es la más antigua ciudad en el norte de China. La historia de Xingtai se remonta hace 3500 años, la cual ha cambiado de nombres al pasar el tiempo. Durante la Dinastía Shang (1600 aC-1046 aC), Xingtai funcionaba como una ciudad capital. Durante la Dinastía Zhou (1122 aC-256 aC), el estado de Xing (邢) fundó la ciudad de la cual su nombre actual deriva. Durante el Período de los Reinos Combatientes (473 aC-221 aC), el estado de Zhao hizo Xingtai su capital provisional. La ciudad fue conocida como Xindu para la mayoría de la Dinastía Qin (221 a. C.-206 a. C.), pero después de la Batalla de Julu (en la actual Xingtai, 207 aC) se hizo conocida como Xiangguo, la capital del estado de Zhao (Changshan). Cuando Zhao (estado de los Dieciséis Reinos, 319-351) fue fundada por Shi Le, la capital fue de nuevo, como Xiangguo. Durante la Dinastía Sui (580-630) y la Dinastía Tang (630-907), la ciudad fue conocida como Xingzhou. Desde los tiempos de la Dinastía Yuan, a la Dinastía Ming (1368-1644) y la Dinastía Qing (1644-1911), fue llamada Xingtai, y funcionó como una ciudad prefectura en China.

## Terremoto de 1966
El terremoto de Xingtai (邢台大地震) fue una secuencia de movimientos que tomaron lugar entre el 8 y el 29 de marzo de 1966 con epicentro en el condado Longyao de magnitud 6.8 en la escala de Richter, en total fueron cinco movimientos que se presentaron en aquella ocasión, siendo el más fuerte de 7.2 en el suroeste del condado Ningjin el 22 de marzo.
El daño del terremoto incluyó 8.064 muertos, 38.000 heridos y más de 5 millones de casas destruidas.

## Geografía
Situada entre las Montañas Taihang y el norte de China. Su topografía principal es llanura que ocupa más de la mitad del área de la ciudad. Xingtai tiene reservas de metal negro y otros minerales.

## Clima
Con un clima monzónico, la ciudad es seca y ventosa en primavera. En verano, es lluvioso y húmedo y el clima es fresco y estable en el otoño. Al igual que en todas las ciudades del norte de China, la gente pasa un invierno seco y frío, con poca lluvia.
A principio de año la temperatura es -3 °C y a mitad de año es de 26 °C.
| Parámetros climáticos promedio de Xingtai (1971−2000) | Parámetros climáticos promedio de Xingtai (1971−2000) | Parámetros climáticos promedio de Xingtai (1971−2000) | Parámetros climáticos promedio de Xingtai (1971−2000) | Parámetros climáticos promedio de Xingtai (1971−2000) | Parámetros climáticos promedio de Xingtai (1971−2000) | Parámetros climáticos promedio de Xingtai (1971−2000) | Parámetros climáticos promedio de Xingtai (1971−2000) | Parámetros climáticos promedio de Xingtai (1971−2000) | Parámetros climáticos promedio de Xingtai (1971−2000) | Parámetros climáticos promedio de Xingtai (1971−2000) | Parámetros climáticos promedio de Xingtai (1971−2000) | Parámetros climáticos promedio de Xingtai (1971−2000) | Parámetros climáticos promedio de Xingtai (1971−2000) |
| Mes                                                   | Ene.                                                  | Feb.                                                  | Mar.                                                  | Abr.                                                  | May.                                                  | Jun.                                                  | Jul.                                                  | Ago.                                                  | Sep.                                                  | Oct.                                                  | Nov.                                                  | Dic.                                                  | Anual                                                 |
| ----------------------------------------------------- | ----------------------------------------------------- | ----------------------------------------------------- | ----------------------------------------------------- | ----------------------------------------------------- | ----------------------------------------------------- | ----------------------------------------------------- | ----------------------------------------------------- | ----------------------------------------------------- | ----------------------------------------------------- | ----------------------------------------------------- | ----------------------------------------------------- | ----------------------------------------------------- | ----------------------------------------------------- |
| Temp. máx. media (°C)                                 | 3.9                                                   | 7.3                                                   | 13.6                                                  | 21.9                                                  | 27.5                                                  | 32.1                                                  | 31.9                                                  | 30.3                                                  | 26.9                                                  | 21.1                                                  | 12.4                                                  | 5.9                                                   | 19.6                                                  |
| Temp. mín. media (°C)                                 | −6.1                                                  | −3.1                                                  | 2.5                                                   | 9.8                                                   | 15.1                                                  | 20.2                                                  | 22.6                                                  | 21.6                                                  | 16.1                                                  | 9.4                                                   | 1.8                                                   | −3.8                                                  | 8.8                                                   |
| Precipitación total (mm)                              | 3.6                                                   | 7.0                                                   | 13.0                                                  | 18.2                                                  | 30.8                                                  | 53.3                                                  | 151.9                                                 | 120.2                                                 | 49.5                                                  | 29.6                                                  | 12.2                                                  | 4.1                                                   | 493.4                                                 |
| Días de precipitaciones (≥ 0.1 mm)                    | 2.3                                                   | 2.9                                                   | 3.8                                                   | 4.0                                                   | 6.1                                                   | 8.0                                                   | 12.9                                                  | 11.1                                                  | 7.3                                                   | 5.3                                                   | 3.9                                                   | 2.1                                                   | 69.7                                                  |
| Fuente: Weather China                                 |                                                       |                                                       |                                                       |                                                       |                                                       |                                                       |                                                       |                                                       |                                                       |                                                       |                                                       |                                                       |                                                       |